# Megaphorus durangoensis
Megaphorus durangoensis là một loài ruồi trong họ Asilidae. Megaphorus durangoensis được Cole miêu tả năm 1964. Loài này phân bố ở vùng Tân nhiệt đới.